# Luncoiu de Jos
Luncoiu de Jos – wieś w Rumunii, w okręgu Hunedoara, w gminie Luncoiu de Jos. W 2011 roku liczyła 782 mieszkańców.